# Rafael Lozano
Rafael Lozano, född 25 januari 1970 i Córdoba, Andalusien, är en spansk boxare som tog OS-silver i lätt flugviktsboxning 2000 i Sydney och OS-brons i  samma viktklass 1996 i Atlanta.